# Volksabstimmungen in der Schweiz 1957
Dieser Artikel bietet eine Übersicht der Volksabstimmungen in der Schweiz im Jahr 1957.
In der Schweiz fanden 1957 auf Bundesebene vier Volksabstimmungen statt, im Rahmen zweier Urnengänge am 3. März und am 24. November. Dabei handelte es sich um vier obligatorische Referenden.

## Abstimmungen am 3. März 1957

### Ergebnisse
| Nr. | Vorlage | Art | Stimm- berechtigte | Abgegebene Stimmen | Beteiligung | Gültige Stimmen | Ja      | Nein    | Ja-Anteil | Nein-Anteil | Stände  | Ergebnis |
| --- | --- | --- | ------------------ | ------------------ | ----------- | --------------- | ------- | ------- | --------- | ----------- | ------- | -------- |
| 180 | Bundesbeschluss vom 21. Dezember 1956 über die Ergänzung der Bundesverfassung durch einen Artikel 22bis über den Zivilschutz                | OR  | 1'464'540          | 777'715            | 53,09 %     | 750'661         | 361'028 | 389'633 | 48,09 %   | 51,91 %     | 14:8    | nein     |
| 181 | Bundesbeschluss vom 21. Dezember 1956 über die Ergänzung der Bundesverfassung durch einen Artikel 36bis betreffend Rundspruch und Fernsehen | OR  | 1'464'540          | 775'463            | 52,95 %     | 747'846         | 319'766 | 428'080 | 42,76 %   | 57,24 %     | 10½:11½ | nein     |

### Zivilschutzartikel
1955 präsentierte das Justiz- und Polizeidepartement einen Vorentwurf für ein Zivilschutzgesetz. Aufgrund der Reaktionen von Kantonen und Verbänden schien es angebracht, dafür eine verfassungsrechtliche Grundlage zu schaffen. Dabei sollten die Gesetzgebungskompetenz und die Oberaufsicht über den Zivilschutz an den Bund übertragen werden. Das Parlament verabschiedete die Vorlage, nahm aber auf Antrag des Ständerats eine bedeutende Änderung vor: Der Bundesrat sollte die Befugnis erhalten, auch Frauen für schutzdienstpflichtig zu erklären. Die meisten Parteien unterstützten zwar die Vorlage, doch es gab mehrere abweichende Haltungen kantonaler Sektionen. In der Romandie herrschte die Meinung vor, der Zivilschutz sei unverhältnismässig und könne die Bevölkerung bei einem allfälligen Atomkrieg nicht schützen. In der Deutschschweiz dominierte die Dienstpflicht für Frauen die Diskussion. Dabei argumentierten die Gegner, ohne politische Rechte sei eine Verpflichtung zum Zivilschutzdienst ein Affront gegenüber den Frauen. Die Befürworter hingegen hielten die Dienstpflicht der Frauen für unverzichtbar, zudem sei die Belastung für die Dienstleistenden gering. Zwar erzielte die Vorlage das Ständemehr, doch eine knappe Mehrheit der Abstimmenden lehnte sie ab. Entscheidend dafür war das deutliche Nein in der Romandie.

### Rundspruch und Fernsehen
1931 war die Schweizerische Rundspruchgesellschaft gegründet worden, um landesweite Radioprogramme anzubieten; 1953 startete das SRG-Fernsehen einen Versuchsbetrieb. Dass sich die Gesetzgebung auf das Postregal stützte, befand das Parlament für ungenügend, weshalb es den Bundesrat mit der Ausarbeitung eines eigenen Verfassungsartikels beauftragte. In der Vernehmlassung wurde vielfach der Wunsch geäussert, Radio und Fernsehen sollten in separaten Artikeln geregelt werden, doch der Bundesrat hielt an einem gemeinsamen Artikel fest. Dem Wunsch nach einer Entkoppelung kam das Parlament insofern entgegen, als es für Radio und Fernsehen separate Ausführungsgesetze vorschrieb. War die Zustimmung im Parlament noch gross, so bröckelte sie während der Abstimmungskampagne, als FDP und Demokraten die Nein-Parole beschlossen. Die Gegner sahen in der Verkoppelung einen ungebührlichen Versuch, den «Souverän in eine Zwangslage» hineinzumanövrieren und ihm die freie Entscheidung vorzuenthalten. Letztlich werde das Radio gezwungen sein, das Fernsehen querzusubventionieren. Zu den Befürwortern gehörten die meisten anderen Parteien, die vor übertriebenem Pessimismus beim Fernsehen warnten. Die Schweiz müsse den zahlreichen ausländischen Fernsehsendern ein eigenes Programm entgegenstellen, was aber nur bei einer Oberaufsicht des Bundes möglich sei. Ausserdem könne man gegen ein allfälliges Fernsehgesetz das Referendum ergreifen. Die Vorlage schaffte weder das Volks- noch das Ständemehr.

## Abstimmungen am 24. November 1957

### Ergebnisse
| Nr. | Vorlage | Art | Stimm- berechtigte | Abgegebene Stimmen | Beteiligung | Gültige Stimmen | Ja      | Nein    | Ja-Anteil | Nein-Anteil | Stände | Ergebnis |
| --- | --- | --- | ------------------ | ------------------ | ----------- | --------------- | ------- | ------- | --------- | ----------- | ------ | -------- |
| 182 | Bundesbeschluss vom 20. September 1957 über die Ergänzung der Bundesverfassung durch einen Artikel 24quinquies betreffend die Atomenergie und den Strahlenschutz | OR  | 1'469'328          | 667'842            | 45,45 %     | 635'896         | 491'745 | 144'151 | 77,33 %   | 22,67 %     | 22:0   | ja       |
| 183 | Bundesbeschluss vom 1. Oktober 1957 über die befristete Verlängerung der Geltungsdauer der Übergangsordnung betreffend die Brotgetreideversorgung des Landes     | OR  | 1'469'328          | 668'363            | 45,47 %     | 641'063         | 401'768 | 239'295 | 62,67 %   | 37,33 %     | 21½:½  | ja       |

### Atomenergie und Strahlenschutz
Die zivile Nutzung der Atomenergie stiess in der Schweiz auf immer grösseres Interesse, wobei die Kernforschung und der Bau von Versuchsreaktoren mit punktuellen Bundesbeschlüssen geregelt wurden. Im Frühjahr 1957 präsentierte der Bundesrat auf vielfachen Wunsch den Entwurf für eine gesetzliche Grundlage in der Bundesverfassung, wobei er ein Bundesmonopol der Atomnutzung explizit ausschloss. Beide Räte verabschiedeten den Atomartikel unverändert ohne Gegenstimme. Der Verfassungsartikel übertrug dem Bund die Gesetzgebungskompetenz über die Atomenergie und verpflichtete ihn dazu, Vorschriften zum Schutz der Bevölkerung vor ionisierender Strahlung zu erlassen. Alle Parteien und die einflussreichsten Verbände unterstützten die Vorlage. Sie waren sich mit der Presse und den Bundesbehörden einig, dass in der Atomenergie ein enormes wirtschaftliches Potenzial stecke. Sie bezeichneten den Staat als unverzichtbar für die Förderung dieser Technologie, aber auch für den Schutz der Bevölkerung vor ihren Risiken. Aufgrund des Fehlens jeglicher organisierter Opposition stimmten Volk und Stände der Verfassungsänderung deutlich zu.

### Brotgetreideversorgung
Nach dem Nein von Volk und Ständen zur Revision des Getreideartikels im Vorjahr geriet der Bund unter Zeitdruck, denn Ende 1957 würde die fünf Jahre zuvor genehmigte Übergangsordnung auslaufen. Da für eine erneute Revision der Getreideordnung die Zeit fehlte, beantragte der Bundesrat im Juli 1957 eine Verlängerung der Übergangsordnung bis spätestens 1960. Nur drei Monate später wurde diese vom Parlament mit wenigen Gegenstimmen beschlossen. Vorgesehen waren somit die vorläufige Fortführung des Getreidemonopols, der Mühlenkontingentierung und der Weissmehlabgabe zur Verbilligung von Halbweiss- und Ruchbrot. Zu den Befürwortern gehörten fast alle Parteien. Sie erklärten, eine Verlängerung sei unumgänglich, um in der Zeit bis zur Gesetzesrevision ein Rechtsvakuum zu verhindern. Im Zuge der angelaufenen Gesetzesrevision habe der Bundesrat vorgeschlagen, die Mahlkontingentierung schrittweise abzuschaffen. Als einzige Partei stellte sich der LdU mit Unterstützung der Migros gegen die Übergangsordnung. Sie argumentierten, die bisherige Ordnung sei für Kriegszeiten geeignet gewesen, habe nun aber ausgedient. Eine Verlängerung sei unnötig, weil die Abnahme des Getreides zu kostendeckenden Preisen und die Landesversorgung über andere Gesetzesgrundlagen sichergestellt seien. Ausserdem sei die Brotverbilligung im freien Handel nicht mehr notwendig. Mehr als drei Fünftel der Abstimmenden und fast alle Kantone nahmen die Vorlage an, einzig im Kanton Appenzell Ausserrhoden gab es eine Nein-Mehrheit.